# William Penn
William Penn (ur. 14 października?/24 października 1644  r. w Londynie, zm. 30 lipca?/10 sierpnia 1718  r. w Ruscombe, Berkshire) – angielski kwakier, założyciel Pensylwanii. Kwakrzy (inaczej zwani „Dziećmi Światła”, a od roku 1665 „Stowarzyszeniem przyjaciół”), którzy odrzucali ceremoniał kościelny, służbę wojskową i rozrywki, niemal od początku swego istnienia przysparzali kłopotów władzom brytyjskim. Penn, jeden z ich przywódców, zdołał namówić króla Karola II, by zezwolił im na założenie kolonii w Ameryce.

## Buntownik

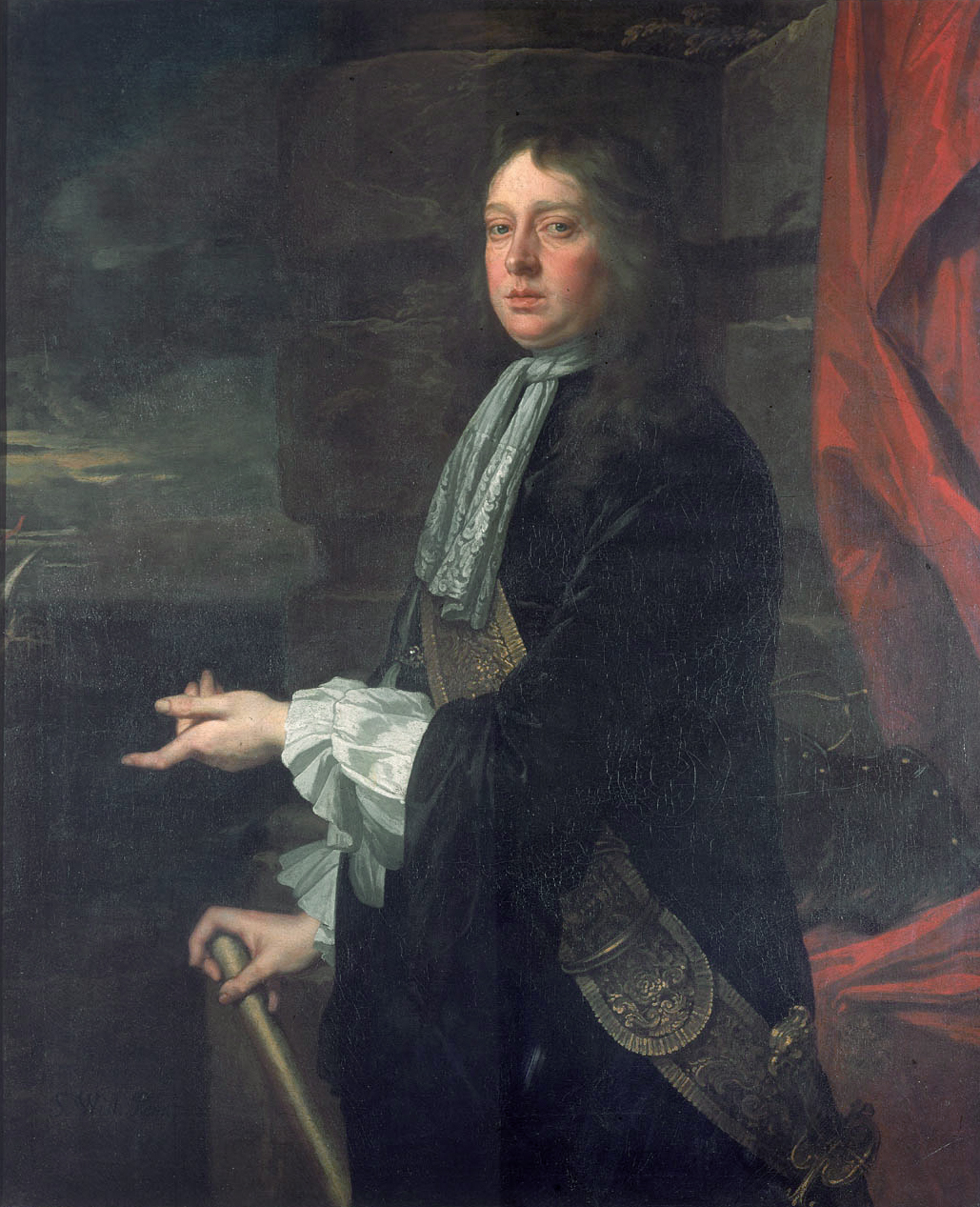
Admirał Sir William Penn

Był synem uszlachconego oficera marynarki, admirała sir Williama Penna. Chłopiec uczęszczał do szkoły w Esseksie, a w roku 1660 wstąpił na Uniwersytet Oksfordzki. Był przeciwnikiem przepisu nakazującego wszystkim studentom należeć do Kościoła anglikańskiego. Wraz z innymi, jak on, buntownikami stworzył grupę protestu, więc wkrótce zostali usunięci ze szkoły. Ojciec, w nadziei, że chłopak się ustatkuje, wysłał Williama do Francji i Włoch.
Gdy wrócił po dwóch latach ojciec z zadowoleniem dostrzegł, że ślady skrajnych poglądów zniknęły. Wysłał go więc na studia prawnicze na miejscu w Londynie. W roku 1667 Penn pojechał do Irlandii, by skontrolować stan posiadłości ojca. Tam spotkał się z kwakierskim kaznodzieją, Thomasem Loe, który szybko nawrócił go na nową wiarę. Mając przed sobą świetną karierę wybrał drogę ludzi, którzy w tym czasie byli wyszydzani, więzieni, nawet skazywani na banicję. Ojciec na wieść o tym doznał szoku nerwowego.

## Prześladowania
Penn był kilka razy aresztowany i więziony za głoszenie nowej wiary. Za pierwszym razem spędził 8 miesięcy w Tower of London, gdzie spisał kwakierskie zasady wiary: No Cross, no Crown. Było to w roku 1668. O jego zwolnienie postarał się ojciec.
W roku 1670 został ponownie aresztowany podczas zebrania kwakrów i oskarżony o nawoływanie do zamieszek. Przysięgli uznali go niewinnym, więc sędzia zagroził im uwięzieniem jeśli nie zmienią werdyktu. Ławnicy okazali się nieustępliwi i rzeczywiście trafili do więzienia, ale sąd apelacyjny uznał, że nie wolno więzić sędziów przysięgłych, co m.in. legło u podstawy niezawisłości angielskich sądów.
W roku 1677 Penn, w towarzystwie kaznodziei kwakierskiego George'a Foxa, udał się do Holandii i Niemiec, gdzie podczas spotkań z tamtejszymi kwakrami ustalono, że wobec szerzącej się nietolerancji trzeba znaleźć sobie nowe miejsce do osiedlenia, poza Europą. Prócz kwakrów w samej Anglii było wielu takich, którzy chcieli wyznawać własną wiarę bez strachu przed prześladowaniami. Penn uznał, że jedynym takim miejscem jest Ameryka.

## Założenie Pensylwanii

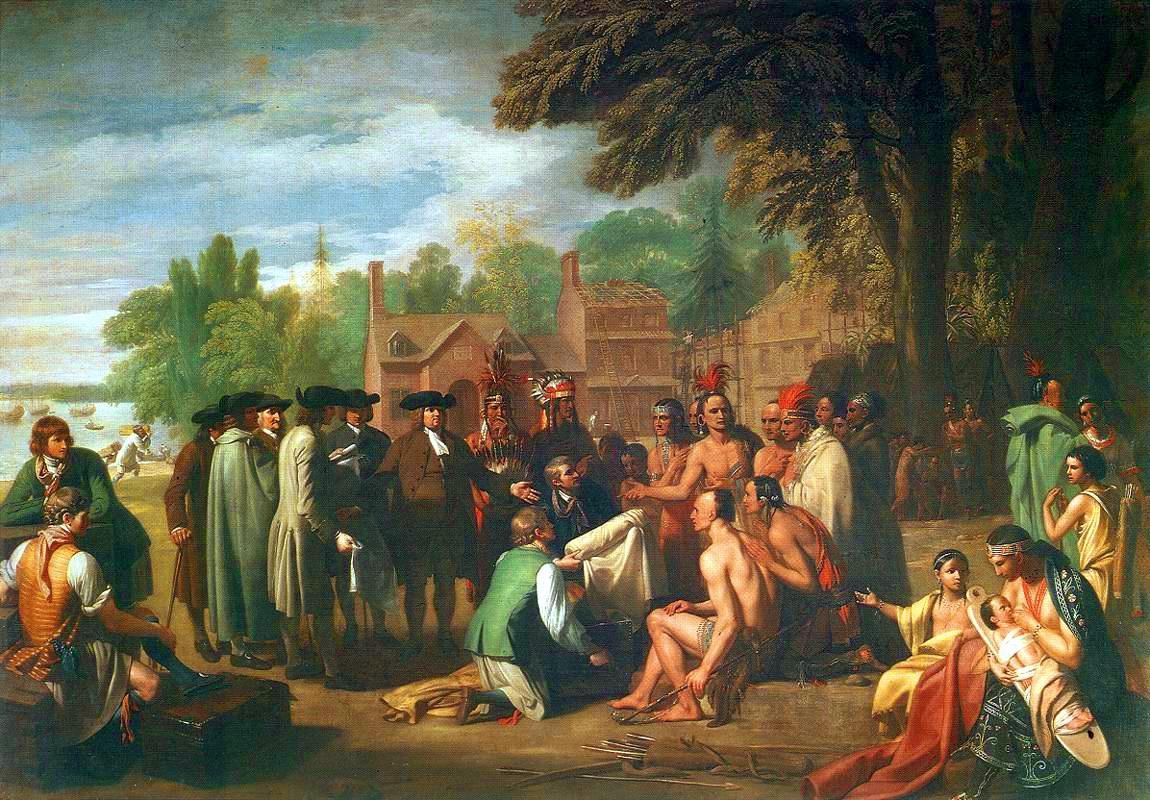
Zawarcie traktatu z Indianami, mal. Benjamin West

Karol II był winien ojcu Penna sporą kwotę (według dzisiejszych przeliczeń około 130 tysięcy dolarów). W roku 1680 Penn zaproponował królowi spłatę zadłużenia nieskolonizowanymi jeszcze ziemiami w Ameryce. 4 marca 1681 roku zawarty został traktat, na mocy którego Penn otrzymał terytoria na zachód od rzeki Delaware pomiędzy już istniejącymi koloniami Nowy Jork i Maryland. Traktat przyznawał mu niemal nieograniczoną władzę nad tym terenem. Komisja królewska ustaliła również nazwę nowej kolonii: Pensylwania (dosł. „lasy Penna” od połączenia nazwiska założyciela i łacińskiego słowa silva czyli las).
Penn przeprowadził zaciąg nowych kolonistów (w tym wielu kwakrów) z Anglii, Holandii, Niemiec i innych krajów, gwarantując im swobody religijne i tanie działki pod zabudowę i uprawę. Spisał też podstawy ustawy zasadniczej zakładającej obieralność władz, które w przyszłości miały wpłynąć na kształtowanie zrębów konstytucji USA.
W październiku 1682 roku Penn pożeglował w górę rzeki Delaware, by po raz pierwszy obejrzeć swoją kolonię. W tym samym roku zawarł swój pierwszy traktat z Indianami z plemion Lenápe reprezentowanymi przez wodza Tamanenda. Jego sposób traktowania tubylców był tak łagodny, że nigdy nie doszło do ataku na kolonistów. Gdy uznał, że Pensylwania dobrze się rozwija, w 1684 roku wrócił do Anglii.
W swym dążeniu do religijnej wolności Penn stał się sojusznikiem Karola II, który walczył o równouprawnienie katolików i który objął amnestią kwakrów i innych więźniów religijnych. Jednak po jego śmierci i wygnaniu Jakuba II na tronie Anglii zasiadł Wilhelm III Orański, który powrócił do ostrego kursu wobec innowierców. Penn, podejrzewany o spiskowanie w celu przywrócenia rządów Jakuba II, był kilkakrotnie aresztowany, a Pensylwania została objęta kontrolą dworu. W tym czasie Penn napisał jedne z najlepszych swoich prac: „An Essay Towards the Present and Future Peace of Europe”, gdzie postulował zjednoczenie Europy rządzonej w myśl zasad prawa międzynarodowego, a także „Some Fruits of Solitude” – spis zasad godnego i uczciwego życia. W roku 1694 kolonia została mu zwrócona. W tym samym roku zmarła jego pierwsza żona Gulielma Maria Springett, a w 1696 Penn poślubił Hannę Callowhill. Z obiema żonami miał 15 dzieci.
Penn wrócił do Pensylwanii w roku 1699, ponieważ w międzyczasie narosło wiele problemów, głównie wokół korupcji, piractwa i przemytu. Penn rozwiązał je częściowo i w 1701 roku dał kolonii nową konstytucję, którą nazwał „Kartą Przywilejów”, która powoływała nowy, jednoizbowy parlament obdarzony większą siłą; rada kolonii została jednocześnie ograniczona do kilkuosobowego ciała doradczego przy gubernatorze.
W roku 1701 Penn wrócił do Anglii i już nigdy więcej nie wrócił do Ameryki.

## Ostatnie lata
Zakusy korony chcącej przejąć całkowitą i jednolitą władzę we wszystkich koloniach zakończyły się fiaskiem, chociaż w roku 1712 Penn zaczął przygotowywać się do odsprzedania kolonii rządowi. Nie doszło do tego, bowiem 68-letni już William dostał wylewu, który skończył się częściowym paraliżem i zachwianiem równowagi umysłowej.
Od tego czasu, aż do śmierci, jego interesami w Pensylwanii zarządzała przyszła wdowa i wpływowy sekretarz kolonii James Logan. Pensylwania została prywatną kolonią rodziny Pennów aż do utworzenia Stanów Zjednoczonych Ameryki.